# Atacarejo

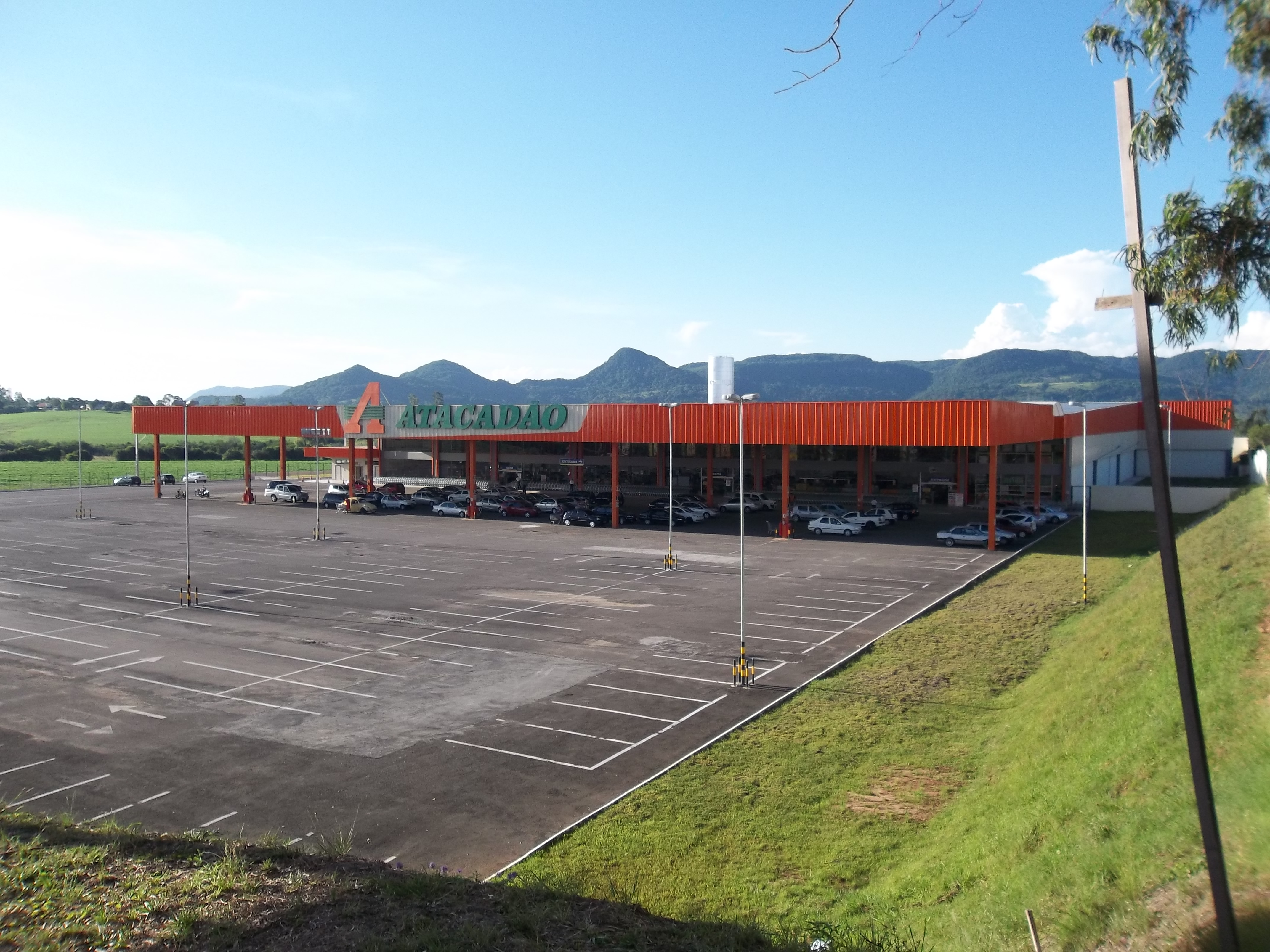
Loja do grupo Atacadão em Santa Maria, um dos grupos que atuam no atacarejo.

Atacarejo é um neologismo que designa uma forma de comércio que reúne atributos de duas formas tradicionais de comercialização: o atacado e o varejo, com os conceitos de self-service (autosserviço) e de cash & carry (pague e leve).

## Características
O atacarejo possui foco em preços baixos, típicos do atacado, com serviços mais semelhantes aos do varejo. Nele, há um alto volume de vendas, o que compensa os preços baixos, assim como a reunião do ponto de distribuição e do ponto de venda num mesmo lugar. Todavia, o modelo possui alguns problemas, dentre eles a dificuldade de fornecimento de produtos perecíveis e mercadorias que exijam reposição imediata.

## Crescimento do atacarejo em 2016
A expressão atacarejo foi muito usada em 2015 e 2016, período no qual houve um aumento da busca desse canal de compra. Segundo a consultoria Kantar Worldpanel, isso aconteceu principalmente porque os consumidores encontraram ali uma forma de gerar economia em suas compras.
Entre os primeiros semestres de 2015 e 2016, mais de 2,5 milhões de lares passaram a buscar os atacarejos. Entre os motivos encontrados pela consultoria Kantar para tal movimento dos compradores estavam a acessibilidade para todos os bolsos (classes A/B tinham o mesmo tíquete médio das classes D/E no atacarejo); a versatilidade, já que os atacarejos atendiam diversos tipos de família, inclusive as menores (95% do crescimento do canal é via itens unitários e não por pacotes fechados); e a forte presença em todo o território nacional, e não apenas em regiões específicas.